# 科切丘姆河
科切丘姆河是俄羅斯的河流，屬於下通古斯河的右支流，由克拉斯諾亞爾斯克邊疆區負責管轄，河道全長733公里，流域面積96,400平方公里，發源自普托拉納高原，河水主要來自雨水和融雪，每年十月至翌年五月結冰。
64°17′00″N 100°13′00″E / 64.28333°N 100.21667°E